# 鄭恩彩
鄭恩彩（韓語：정은채，1986年11月24日—），本名鄭率美，韓國女演員。

## 個人生活
2020年4月，媒體報導其與歌手鄭俊日在2010年至2011年之間發生婚外戀。鄭恩彩方表示當時不知道鄭俊日是有婦之夫，主張自己是受害者；但鄭俊日方面反駁了這一說法，因此雙方展開真相攻防戰。因此，在鄭恩彩當時出演的SBS電視劇《The King：永遠的君主》網站上，多數網民留言要求其退出該劇。

## 演出作品

### 劇集
- 2010年：MBC《Pasta 》飾演 餐廳服務生
- 2011年：KBS《我們家的女人們》飾演 高恩妮
- 2013年：KBS《Drama Special—雨之国度》飾演 文娜拉
- 2014年：OCN《Frost醫生》飾演 尹星雅
- 2018年：SBS《Return》飾演 琴娜拉
- 2018年：OCN《客：The Guest》飾演 姜吉英
- 2019年：JTBC《Legal High》飾演 都文京法官
- 2020年：SBS《The King：永遠的君主》飾 具瑞怜／具誾兒
- 2021年：tvN《L.U.C.A.: The Beginning》飾演 鄭室長（特別演出）
- 2022年：Apple TV+《柏青哥》飾演 景喜（青年）
- 2022年：Coupang Play《安娜》飾演 賢珠
- 2024年：ENA《法官大人》飾演 姜昭榮（檢察官）
- 2024年：tvN 《正年》飾演 文鈺瓊
- 2025年：JTBC 《金部長的故事》飾演

### 電影
- 2010年：《超能力者》飾演 崔英淑
- 2011年：《Play》飾演 恩彩
- 2012年：《春，雪》飾演 智允（特別出演）
- 2012年：《恐怖故事》飾演 孔知亦
- 2013年：《不是任何人的女兒海媛》飾演 海媛
- 2013年：《镜头背后》
- 2014年：《逆鱗：刺王危城》飾演 月惠
- 2014年：《自由之丘》飾演 南熙
- 2017年：《The King》飾演 朴詩妍
- 2017年：《咖啡男女》飾演 京真
- 2018年：《浴血圍城88天》飾演 神女
- 2018年：《群山：詠鵝》飾演 咖啡廳主人（特別出演）
- 2023年：《或许我们分手了》飾演 雅英
- 2024年：《设计者》饰演 周永善

### MV
- 2012年：NAUL《風的記憶》（與李己雨）
- 2013年：Deulgukhwa《Walk On》（與金成均、尹多京）

## 獎項
| 年份 | 頒獎典禮                   | 獎項                                | 作品                                | 結果 |
| 2011 | 第6屆亞洲模特兒頒獎典禮    | CF模特兒賞                          | -                                   | 獲獎 |
| 2011 | KBS演技大賞                | 女子新人演技賞                      | 《我們家的女人們》 《跨越影島大橋》 | 提名 |
| 2013 | 全州國際電影節             | 酩悅香檳新星獎                      | 《無人的女兒海媛》                  | 獲獎 |
| 2013 | 第49屆百想藝術大獎         | 電影部門 女子新人演技賞             | 《無人的女兒海媛》                  | 提名 |
| 2013 | 第22屆釜日電影獎           | 女主角賞                            | 《無人的女兒海媛》                  | 提名 |
| 2013 | 第22屆釜日電影獎           | 新人女子演技賞                      | 《無人的女兒海媛》                  | 獲獎 |
| 2013 | 第34屆青龍電影獎           | 新人女演員賞                        | 《無人的女兒海媛》                  | 提名 |
| 2013 | 第33屆韓國電影評論家協會獎 | 新人女演員賞                        | 《無人的女兒海媛》                  | 獲獎 |
| 2013 | 釜山電影評論家協會獎       | 新人女演員賞                        | 《無人的女兒海媛》                  | 獲獎 |
| 2013 | Cine21電影獎               | 年度新人女演員賞                    | 《無人的女兒海媛》                  | 獲獎 |
| 2014 | 第5屆年度電影獎            | 新人女演員賞                        | 《無人的女兒海媛》                  | 獲獎 |
| 2014 | 第9屆MaxMovie最佳電影獎    | 最佳女子新人演員賞                  | 《無人的女兒海媛》                  | 提名 |
| 2014 | 第1屆野花電影獎            | 女主角賞                            | 《無人的女兒海媛》                  | 獲獎 |
| 2018 | SBS演技大賞                | 水木劇部門 女子優秀演技賞           | 《Return》                          | 提名 |
| 2020 | SBS演技大賞                | 奇幻及浪漫迷你劇部門 女子優秀演技賞 | 《The King：永遠的君主》            | 提名 |
| 2022 | 第8屆APAN Star Awards      | OTT女子優秀演技賞                   | 《安娜》                            | 提名 |
| 2023 | 第21屆韓國導演選擇獎       | 影集部門 年度女演員賞               | 《安娜》                            | 提名 |
| 2023 | 第59屆百想藝術大獎         | 電視部門 女子配角賞                 | 《安娜》                            | 提名 |
| 2023 | 第2屆青龍系列大獎          | 電視劇部門 女配角賞                 | 《安娜》                            | 提名 |
| 2025 | 第61屆百想藝術大獎         | 放送部門 女子配角賞                 | 《正年》                            | 提名 |
| 2025 | 第4屆青龍系列大獎          | 電視劇部門 女配角獎                 | 《法官大人》                        | 提名 |

## 外部連結
- 鄭恩彩的Instagram帳戶
- NAVER （页面存档备份，存于）